# Brandon Magee
Brandon Magee (ur. 23 stycznia 1994 w Edmonton) – kanadyjski hokeista.
Jego kuzyn Brett (ur. 1995) także został hokeistą.

## Kariera
- SSAC Lions U15 AAA (2007-2009)
- SSAC Bulldogs U16 AAA (2009)
- SSAC Bulldogs U18 AAA (2009-2010)
- Chilliwack Bruins (2010-2011)
- Victoria Royals (2011-2015)
- Idaho Steelheads (2015/2016)
- South Carolina Stingrays (2016)
- Lacombe Generals (2016-2017)
- Golden Bears Hockey (2017-2019)
- Kunlun Red Star (2019-2020)
- KRS-BSU Beijing (2019-2020)
- Rapid City Rush (2021)
- HC Kometa Brno (2021)
- Fife Flyers (2021-2022)
- GKS Katowice (2022-2023)
- Rødovre Mighty Bulls (2023)
- Esbjerg Energy (2023-2024)
- Rødovre Mighty Bull (2024)
- GKS Katowice (2024-)

Od 2010 w sześciu sezonach występował w rozgrywkach juniorskich WHL. Potem grał w zespołach w amerykańskiej lidze ECHL oraz w barwach uczelnianej drużyny Uniwersytetu Alberty w rozgrywkach USports. W sezonie 2019/2019 był zawodnikiem chińskiego zespołu Kunlun Red Star, występującego w rosyjskich rozgrywkach KHL, a jednocześnie grał też w barwach KRS-BSU Beijing - drużyny stowarzyszonej w lidze WHL. W kwietniu 2021 dołączył do. Od sierpnia 2021 był graczem Komety Brno w Czechach, skąd w grudniu 2021 przeszedł do szkockiego zespołu w brytyjskich rozgrywkach EIHL. W sierpniu 2022 ogłoszono jego transfer do GKS Katowice w Polskiej Hokej Lidze. W czerwcu 2023 został zaangażowany do duńskiej drużyny Rødovre Mighty Bulls. Odszedł stamtąd w październiku 2023. Wtedy przeszedł do . W połowie 2024 powrócił do . Stamtąd odszedł w grudniu 2024, po czym powrócił do GKS Katowice.
W barwach Kanady Pacific brał udział w turniejach mistrzostw świata do lat 17 edycji 2010.

## Sukcesy
Reprezentacyjne
- Brązowy medal mistrzostw świata juniorów do lat 17: 2011

Klubowe
- Superpuchar Polski: 2022 z GKS Katowice
- Złoty medal mistrzostw Polski: 2023 z GKS Katowice
- Srebrny medal mistrzostw Polski: 2025 z GKS Katowice